# 岩崎文哉
岩崎文哉（いわさき ふみや、1936年4月1日 - ）は日本の大蔵官僚。血液型は型。国際金融局総務課長、神戸税関長、大臣官房審議官（国際金融局担当）、国際金融局次長、印刷局長などを歴任した。

## 来歴
東京府東京市杉並区出身（父は福島県、母は岡山県）。東京都立新宿高等学校、東京大学経済学部経済学科卒業。1959年4月 大蔵省に入省。銀行局金融制度調査官付。1966年7月 八王子税務署長。課長補佐時代は主に国際金融局で勤務。1983年6月 国際金融局総務課長。1984年6月 神戸税関長。1985年6月 大臣官房審議官（国際金融局担当）。1987年6月 国際金融局次長。1988年6月15日 印刷局長。1989年6月16日 退官。同年6月 日本輸出入銀行理事。その後はサッポロビール専務。

## 年譜
- 1959年4月：大蔵省に入省。銀行局金融制度調査官付。
- 1961年6月：関東財務局理財部証券課検査官。
- 1962年6月：日本道路公団経理部資金課。
- 1964年6月：国際金融局総務課調整係長[3]。
- 1965年8月：大臣官房財務参事官付協定係長[4]。
- 1966年7月：八王子税務署長。
- 1967年8月：国際金融局投資第三課長補佐。
- 1968年7月：外務省在タイ日本大使館二等書記官。
- 1971年4月：外務省在タイ日本大使館一等書記官。
- 1971年6月：国際金融局投資第三課長補佐（総括）[5]。
- 1972年7月：国際金融局国際収支課長補佐（総括・企画）[6]。
- 1973年7月：国際金融局短期資金課長補佐。
- 1974年7月：大臣官房会計課長補佐（総括）[7]。
- 1975年7月：証券局総務課長補佐。
- 1976年7月：大臣官房企画官。
- 1977年6月：派遣職員（国際復興開発銀行）。
- 1979年7月：経済企画庁調整局財政金融課長。
- 1981年7月：国際金融局短期資金課長。
- 1983年6月：国際金融局総務課長。
- 1984年6月：神戸税関長。
- 1985年6月：大臣官房審議官（国際金融局担当）。
- 1987年6月：国際金融局次長。
- 1988年6月15日：印刷局長。
- 1989年6月16日：退官。